# Blue Prince
Blue Prince est un jeu vidéo indépendant américain de réflexion développé par le petit studio californien Dogubomb, dont il est la première création, et édité par Raw Fury. Il est sorti le 10 avril 2025.
Le joueur incarne un héritier chargé d'explorer une ancienne demeure pour satisfaire au souhait de son oncle, qui lui a légué le manoir à la condition que le protagoniste parvienne à en découvrir la quarante-sixième pièce.
Blue Prince reçoit dans l'ensemble des critiques extrêmement positives, et devient à sa sortie le jeu le mieux noté de l'année 2025. Il est également nommé dans la catégorie du meilleur game design à l'Independent Games Festival.

## Trame
Le joueur incarne un héritier nommé Simon P. Jones, chargé d'explorer une ancienne demeure de quarante-cinq pièces pour satisfaire le testament de son oncle, Herbert S. Sinclair. Celui-ci lui a légué le manoir à la condition que le protagoniste parvienne à en découvrir la quarante-sixième pièce.

## Système de jeu
L'action consiste à explorer les pièces d'un manoir, en prêtant attention aux nombreuses informations disséminées dans le décor. Dans chaque pièce, une à trois portes mènent vers des chemins d'exploration uniques ; selon le choix effectué par le joueur, la pièce suivante apporte des informations et des bonus ou malus différents,. Le joueur ne dispose que d'un nombre de pas limité à parcourir, chaque entrée dans une pièce (même pour revenir sur ses pas) consommant une partie de cette ressource. Une fois tous les pas épuisés, ou si les nouvelles salles proposées ne sont plus que des cul-de-sacs, le joueur devra se résoudre à mettre fin à la journée d'exploration, et à revenir le lendemain

## Développement
D'après l'éditeur Raw Fury, Blue Prince est la première œuvre du studio Dogubomb, fondé par Tonda Ros à Hollywood.
Le développement du jeu prend huit ans à son concepteur, Tonda Ros, qui vit à Los Angeles. Dans le courant des années 2010, il travaille comme directeur d'un studio de graphisme qui contribue à des publicités pour des marques telles que Pepsi ou Snickers. Le visionnage du documentaire Indie Game: The Movie (2012), et quelques essais du moteur de jeu Unity, lui font prendre conscience que réaliser un jeu vidéo est plus aisé qu'il ne le lui semblait.
Amateur des jeux d'énigme Myst et Riven, il imagine les premiers concepts de Blue Prince à partir de 2016, après avoir joué aux œuvres d'exploration et de réflexion The Witness et Gone Home. Il s'astreint à ne pas expérimenter d'autres jeux de type metroidbrainia, tels que Outer Wilds ou Return of the Obra Dinn, mais finit accidentellement le jeu d'aventure Tunic avant de se rendre compte que celui-ci partage de mêmes mécaniques de jeu avec les autres.
La sortie du jeu a lieu le 10 avril 2025. La société Microsoft, détentrice du service d'abonnement Game Pass, a notamment acheté les droits de diffusion du jeu pour son service

## Accueil
Le jeu reçoit des critiques en moyenne extrêmement positives. Le consensus critique est tel que Blue Prince devient lors de sa sortie le jeu le mieux noté de l'année 2025, avec une note moyenne de 92/100 sur l'agrégateur de critiques Metacritic. Pour Paul Tassi, du magazine d'affaires Forbes, ce plébiscite fait directement entrer Blue Prince dans la liste des compétiteurs au titre de jeu de l'année. Le journaliste Jason Schreier le compare notamment à Outer Wilds et Slay the Spire. Pour Pierre Trouvé du Monde, le lieu de l'intrigue évoque la Maison Winchester.
Blue Prince bénéficie d'un bouche-à-oreille particulièrement intense de la part de la presse spécialisée, qui exhorte tous les lecteurs à y jouer malgré le caractère exigeant et de niche des mécaniques de jeu. Un contraste se dessine alors entre la note moyenne des journalistes, très élevée sur les sites d'agrégation de critiques, et la note moyenne des utilisateurs sur ces mêmes sites ou le nombre de plaintes des joueurs sur les forums de discussions dédiés au jeu.

## Distinctions
Le jeu reçoit une nomination au prix d'excellence en game design de l'Independent Games Festival, ainsi que des mentions honorables dans les catégories du grand prix Seumas-McNally et de l'excellence en narration.